# Bombette
Le bombette (talvolta indicate come bombette pugliesi) sono degli involtini di carne fresca di maiale ripieni e cotti alla brace, tipici della Puglia centro-meridionale. La ricetta di norma prevede un ripieno a base di formaggio e spezie.

## Preparazione e varianti
Le bombette si preparano adagiando su un tagliere delle sottili fettine scelte di capocollo (coppa) di maiale e farcendole solitamente con pezzetti di formaggio canestrato pugliese, sale, pepe e talvolta prezzemolo. Sono poi arrotolate e richiuse manualmente sino a creare fagottini di piccole dimensioni (3–5 cm). 
Gli involtini così ottenuti sono usualmente cotti nel forno a legna detto "fornello". La particolarità del fornello è che la cottura avviene su uno spiedo che, al contrario della brace, è posto in verticale. La cottura è quindi indiretta, perché lo spiedo viene appoggiato di lato. In questo modo il grasso che cola non si brucia e non altera il sapore della carne. Più raro è il sistema di cottura alla brace, con spiedi posti orizzontalmente sui carboni. Quando la cottura nel forno a legna avviene direttamente presso la macelleria, questa è indicata come "macelleria con fornello". La consumazione avviene tipicamente sul posto, anche se le bombette possono essere servite anche come cibo di strada in coni alimentari oppure vendute crude e pronte per una cottura domestica.
La specialità si presta a molte varianti, spesso tipiche delle singole macellerie, che le presentano come bombette "della casa". Tra le varianti più diffuse vi sono le bombette avvolte da una fettina di pancetta tesa, quelle contenenti carne macinata o salumi, o ancora quelle dal ripieno o dalla panatura piccante.

## Origini e diffusione
Gli ingredienti delle bombette sono largamente diffusi nella cucina pugliese. L'origine del prodotto è stata ricondotta ad alcune preparazioni culinarie affermatesi con questo nome a partire dai primi anni ottanta del XX secolo a Martina Franca e negli altri comuni della Valle d'Itria per diffondersi successivamente nelle  province di Bari, Brindisi, Taranto e Lecce e in misura sensibilmente più contenuta in altre località d'Italia. 
Dal 2022 la Regione Puglia ha riconosciuto le bombette come prodotto agroalimentare tradizionale sancendone l'origine nel comune di Martina Franca.
Il nome si rifà alla forma arrotondata e alle piccole dimensioni ed evoca l'"esplosione" di sapore legata al ripieno